# 戴季陶
戴 季陶（たい きとう、1891年1月6日〈光緒16年11月26日〉 - 1949年〈民国38年〉2月12日）は、中華民国の政治家。名は傳賢（伝賢、传贤）、字は季陶、選堂（选堂）など、号は天仇、孝園（孝园）、法名は不空、不動（不动）、筆名は散紅（散红）、泣民、思秋など。
孫文の側近で、国民政府の初代考試院院長を務めた。蔣介石の次男とされた蔣緯国の実父であり、民国期の知日家、中国国民党の理論家、中華民国国歌の作詞者の1人としても知られる。

## 人物
庚寅年（清光緒16年）11月26日（1891年1月6日）、四川省成都府漢州（民国期は広漢県）で生まれた。原籍は浙江省湖州府（民国期は呉興県）。1949年2月12日、広東省広州市で没した。墓地は現在、四川省成都市の昭覚寺（昭覺寺、昭觉寺）にある。
戴季陶はその生涯ほぼ全時期を通じて、日本政府の朝鮮政策と中国政策を批判し、中国における共和政治建設を追求し、また、西方に対する東方（中国を代表とする）の復興を追求し続けた。彼は、共和政治建設と東方の復興の条件として、国民の意志や理念といった、ある国民をその国民たらしめるものとしての思想（戴季陶は「国民精神」と称した）を重視し、その統一を図らなければならないと主張した。そして彼は、「国民精神」の統一のために、東方古来の利他の精神を復興させつつ、西方の人道や平等の思想を受容すべきであると訴えた。
配偶者は鈕浩（鈕有恒）（1911年結婚、1942年病没）、鈕浩を亡くした後は趙文淑（1944年結婚）である。
なお、蔣緯国によると、自らの実母は重松金子、実父は戴季陶であるという（汪士淳『千山独行』）。

## 生涯

### 経歴
戴季陶は1891年1月6日、四川省成都府漢州に生まれた。12歳の冬に州試、府試に合格したものの、院試で落第し、この時点で官職を求めることを断念した（後述するが、彼は留学から帰国した後一時期官職に就く）。翌年から、成都の東游予備学校、客籍学堂高等科、華英学堂に就学し、さらに、日本人教習服部操（東文学堂）や小西三七（客籍学堂）から日本語の訓練を受けた。15歳もしくは16歳の時、すなわち1904年から1906年の間に、漢州から日本に渡った。その後1907年まで、戴季陶の行動は定かではない。1907年（丁未年）、東京の（専門学校令による）日本大学専門部法律科（法科）に入学した。1908年（戊申年）の秋、日本大学の留学生同学会会長に選出され、翌年退学した。以上から、戴季陶の日本留学時期は1904年～1906年の間から1909年まで、期間は4年ないし6年であったと言える。日本大学在学中は戴良弼と名のり、東京麹町の松浜館に下宿した。
1909年、日本大学専門部法律科を中途退学し、上海に帰国した。上海では数ヶ月間張俊生から生活の援助を受け、同年、蘇州の官立「江蘇自治研究所」（上海蘇属地方自治籌辦処）の教職に就き、清朝の官吏として生計を立てた。しかし約「一年」後、周りの研究所員の讒言により教職を解かれたという。戴季陶は蘇州から上海に行き、1910年8月、中外日報記者となり、翌9月、俸給のよい天鐸報記者に転じ、ほどなく編集主任に抜擢された。また天鐸報に勤めた時期に『民立報』にも泣民の筆名で寄稿した。この時期の戴季陶の活動ぶりは、彼が天鐸報記者時期に用いた筆名「天仇」を取って、「天仇時代」と賞されるほど際立ったものであった。当時の戴季陶の著作を見る限りにおいては、彼は新聞記者の職に就いた後、研究所で行った講義の提綱を新聞記事に転用して国民精神形成の重要性を論ずる一方、詩や小説、文学評論を執筆したり、南社や劇団「新舞台」の文芸活動に参加したりした。
戴季陶は1911年4月頃、両江総督張人駿、上海道台劉襄蓀から上海の『天鐸報』紙上で清朝政府を攻撃した罪状で指名手配され、長崎に亡命した。長崎で2週間ばかり過ごし、上海を経て、浙江省湖州に移った。湖州にて、雷鉄崖（雷昭性）からペナンに来るようにとの電報を受け取り、1911年半から10月頃まで、英領シンガポール、そしてペナンに移った。雷鉄崖は戴季陶と同じく南社の社員であり、おそらく社員の情報網を通じて戴季陶が両江総督、上海道台から指名手配されたことを知り、戴季陶に興味を持ち自分の許に招いたのであろう。こうして戴季陶はペナンで光華日報記者となり、さらに『光華日報』の重役が主盟人や紹介人となり中国同盟会に入会した。1911年10月には、武昌蜂起の報を聞き、ペナンを離れ武漢に向かった。帰国後の1912年2月、社会改良会を発起し、また、進徳会に入り甲部特別会員となった。翌3月には中華民国自由党機関紙『民権報』の編集職に就いた。
戴季陶は1912年半から全国鉄路籌劃督辦・中国鉄路総公司総理孫文の機要秘書に就き、1913年2月、3月に孫文訪日に随行し日本語通訳を務め、孫文とともに日本の政軍財界の要人と接触する中で、黄白人種闘争の危険性、および中日提携による中国革命の成就を主張し始めた。1912年8月、中国同盟会の後身である国民党が議会政党として結成された際に、戴季陶は民主立憲によって袁世凱政権の専制を穏和に改革することを希望したが、次第に孫文支持の論陣を張り、頻繁に袁世凱政権を批判する記事を発表するようになった。戴季陶は1912年末から1913年初にかけて、国民の愛国心の発揚を訴え、国民共通の意志に基づいた臨時約法（1912年3月制定）を支持し、袁世凱政権が臨時約法を遵守しないことを批判した。
戴季陶は袁世凱政権に追われて、1913年9月末に東京に亡命した。戴季陶は、大連での武装蜂起準備、高知での選挙応援（1915年3月）、神戸訪問（1915年5月）以外は、1916年4月末に離京、帰国するまで、ほぼ毎日孫文と行動を共にした。中華革命党の結成（1914年7月8日結成大会が開催された）をめぐって孫文は黄興と争い、黄興らは中華革命党は孫文の独裁が強く非民主的性格であると批判して入党を拒否した。こうして辛亥以降の革命を担ってきたグループは分裂したが、戴季陶は1913年10月2日中華革命党に入り（党員「誓約書」第6号）、同年9月から12月にかけて孫文が主宰した革命方針を検討する会議（17回開催された）に11回出席して書記を務め、翌1914年5月から中華革命党の機関誌『民国』の主筆を務め、孫文支持を表明していった。戴季陶はそれ以来1916年4月末に離京・帰国するまで、再度、辛亥革命から第二革命までの失敗の原因を究明し、その改善を図る理論構築に努めた。
戴季陶は、1914年7月末に勃発した第一次世界大戦を中国革命の成就（袁世凱政権打倒および臨時約法復活）の絶好の契機と捉え、日本の中国政策の転換を期待した。戴季陶は1915年3月、孫文の代理として日本の官憲に対し、中華革命党が中国人留学生による「対華二十一か条」（1915年1月に日本政府が提出、同年5月に中国政府が受諾）に関する中日交渉反対運動を煽ったという指摘を否定した。そして1917年9月、孫文の命令を受け、張継とともに原敬を訪ね、孫文ら南方派に対して好意的な政策を取ってほしいと要望した（戴季陶と張継は広州の非常国会に対し、原敬は南方派を支持していると報告している）。戴季陶は原敬を訪ね帰国する途中で大阪を訪問し、一般市民に対して中日両国が提携して中国革命を成就させることに理解を求めた。
戴季陶は五四運動時期に中華革命党・中国国民党の機関誌『建設』『星期評論』などで日本語の社会主義研究を翻訳・紹介し、陳独秀、施存統、陳望道、李漢俊、兪秀松、張国燾など共産主義グループとも交流した。1920年6月、戴季陶は上海の共産主義グループによる「社会共産党」の設立の第一回会合に関与したとされる。しかし彼は、その共産主義グループの二度目の会合が開かれる前（6月17日前後）に、孫文の反対もあり、精神衰弱の療養のために上海から浙江省呉興県に発ち、共産主義グループの活動から遠ざかった。
戴季陶は1920年末から1922年初にかけて、上海証券物品交易所での仲買事業と浙江省呉興県での読書生活を併せて行ったが、政治活動と執筆活動を行うことはなかった。1922年9月になって彼は、孫文から四川省の各将領に戦争を止め実業発展を図るように説得するという任務を負わされ、上海から長江を遡り成都に向かった。この途中、戴季陶は船から身を投げてしまう。結局、彼は近くの漁師に救われ、そのまま成都に向かうことができた。その後約1年間、彼は成都に留まり 、1923年12月にようやく上海に戻った。
戴季陶は1924年1月、広州で開かれた中国国民党一全大会に出席した。彼は一全大会の会期中、1922年から1923年までの四川滞在時に見聞した四川省の内戦、政治的混乱、人心退廃の原因は、中国同盟会以来中国国民党の党員の訓練不足、組織不足にあると指摘し、中国国民党が一全大会を機にボリシェヴィキの訓練、組織の方法を取り入れ、「訓練され組織された戦闘的な団体」に改造されることを期待し、彼は孫文と三民主義に対して忠誠を示した。
戴季陶は一全大会からその直後にかけて、中国国民党改組後の党員が中国国民を指導することによって国家の自強が実現されることを期待すると表明していたが、一全大会閉幕後（1月）、党の役職に就くことを辞退し広州を離れてしまった。結局、廖仲愷、次いで孫文が、戴季陶に広州で役職に就くことを再三呼びかけたため、戴季陶は4月初、広州に戻り中央の党務と政務に就いた。しかしながら、6月に再び離職して広州を離れてしまった。戴季陶の回想によると、彼は広州に戻った後の5月、中国共産党員の（国共合作により新たに中国国民党員となった）譚平山と中国共産党員の二重党籍の問題で対立し、次いで翌6月、中国国民党の古参党員で容共政策に反対する張継と感情的に衝突したため、再び離職したという。離職し上海に着いた（6月末）戴季陶は、この時初めて、孫文の理論学説を体系化する意思を表明した。
その後、広州の中国国民党中央執行委員会が戴季陶の復職を要請したことに対し、戴季陶は8月初頃孫文に対し、復職の条件として、党内問題を議論するために中国国民党中央拡大委員会を開催することを提案した。孫文は戴季陶の提案を承認し、戴季陶は8月10日前後に広州に着いた。しかし、戴季陶は拡大委員会（8月15日から25日にかけて広州で開催され、「国民党内の共産派問題」などを議論した中国国民党第一期中央執行委員会第二次全体会議のことか？）に出席しないまま、14日前後には広州を離れた。彼が再び政治活動を行うのは、同年11月17日に上海で、政局の収拾に当たるために北京に向かう孫文一行と合流してからであった。
戴季陶は孫文が初めて「大亜細亜主義」について講演を行った（1913年3月、大阪のキリスト教青年会館）時に日本語通訳を務めた。また、彼は孫文の「大アジア主義」講演（1924年11月28日、兵庫県立神戸高等女学校）でも日本語通訳を務めた。彼は『孫文主義之哲学的基礎』（1925年）のなかで、神戸での「大アジア主義」講演が孫文の理論学説の中心思想であると論じた。
孫文没（1925年3月）後、戴季陶は、孫文の生涯で最も偉大な点は「創造的な精神により中国の文化を復興させたこと」 であり、孫文が創造かつ実践した三民主義は文化の復興を基礎としている、「中山先生の逝去は、国民の政治訓育の基礎がいまだない時において、実に中国民族復興運動と文化的革命運動の一大挫折である」と述べた。戴季陶は広州で開催された中国国民党第一期中央執行委員会第三次全体会議（一期三中全会）（1925年5月）に出席し、「接受総理遺嘱宣言」案を代表執筆した（案は5月24日に採択された）。一期三中全会閉幕後（6月）、上海に移り、7月から8月にかけて執筆活動に専念し、『孫文主義之哲学的基礎』と『国民革命与中国国民党』を発表した。
中国国民党中央執行委員会は7月、戴季陶を国民政府委員会委員に選出した。彼は就任を承諾したが、休暇を申請し、その後も広州に向かわなかった。彼は11月半、葉楚傖、邵元沖、沈玄廬（沈定一）などと上海から北京に行き、広州の国民政府に反発する鄒魯らが主宰する「中国国民党一期四中全会」（いわゆる北京「西山会議」）の予備会議に出席した。その直後、彼は北京の宿泊先で、反共を旨とし国民政府を批判する中国国民党「同志倶楽部」に関係する暴漢に襲われ、「西山会議」の本会議に出席せぬまま北京を離れた。12月半、今後一切の政務や党務の職責を負わず、政治に関わる言動を行わず、自らの能力と動機に基づいて学術に専念することを宣言し、原籍地の浙江省呉興県に移った。そして、中国国民党の純化を主張する孫文主義学会に関与することを避け、神経衰弱を口実に広州で復職することを辞退した。
中国国民党二全大会（1926年1月）は、「弾劾西山会議決議案」を採択し、戴季陶が中国国民党一期三中全会で「関於容納中国共産党分子加入本党之訓令」 を起草して1ヶ月を経たない内に、中国国民党中央執行委員会の許可を得ずに個人名義で『国民革命与中国国民党』を執筆し、「良からぬ影響を生み、党内の紛糾を惹起した」ことに対し、「懇切な訓令を与え、二度と誤りを犯さないように猛省を促」すことを決めた。その一方、戴季陶を第二期中央執行委員会委員に選出した。中国国民党の戴季陶に対する処分は、「中国国民党一期四中全会」関係者の中で最も軽いものであり、党の首脳が彼を排除する意思がなかったことと、彼に対し極端な批判を自制しようとする中国共産党の公式的な立場を表していた。例えば、中国共産党員の譚平山は二全大会直前に、戴季陶は鄒魯に騙され利用されたと言った。また、中国共産党員の鄧演達は二全大会会期中に国民政府が主催した宴会の席上で、戴季陶が『孫文主義之哲学的基礎』と『国民革命与中国国民党』を著した本意は、中国国民党員の一部があまりにも弱くて頼りなく奮起せず、革命の方法を認識できていないので、党員を一斉に奮起させて革命を行わせることにあった、その後に戴季陶は党の綱領に背き反革命の工作を行う者に騙されて「中国国民党一期四中全会」に出席した、と述べた。戴季陶は鄧演達の発言に反発し、党による「中国国民党一期四中全会」関係者の処分が不公平であり、党の団結のためにその処分の執行を停止すべきこと、および、自らは第二期中央執行委員会委員に就任しない、と表明した。
1926年6月、国民政府は戴季陶を国立広東大学（同年8月国立中山大学に改称）校長に任命した。彼は健康上の理由で就任を辞退した。しかし、国民政府や大学の再三の要請を受け、同年夏に就任を受諾した。彼は前年12月に一切の政務や党務の職責を負わないと宣言していたが、学術と教育に強い関心を持っていたために、国立広東大学校長の就任を受諾したと考えられる。彼は校長就任の受諾直後に、大学に「アジア各民族およびそのほかの有色人種各民族の青年を集めて特殊な教育を実施すること」の必要性を述べ 、9月半までに「中山大学の基本を鞏固にし、中山大学の特色を発展させる」ために、「各科系」から独立した「専門院（原文は「専院」）」の東方民族院を設置する計画を立てた。戴季陶は9月末、国民政府と中国国民党に対し、国立中山大学の運営と政治教育（原文は「政治訓育」）を分離し、前者は校長制を委員会制に改めて委員会が行い、後者は中国国民党が行うこと、そして自らは委員に就くことを提案した。国民政府は10月半、戴季陶を国立中山大学委員会委員長に任命した。彼は同月17日に就任し、就任以降、学生や教職員が大学内で「国民党」派と「共産党」派に対立せず、衝突せずに孫文の人格と三民主義を信奉するように諭した。さらに、戴季陶は学科や課程の整備、施設の充実、教員の招聘、在籍学生の評価など大学の運営の大部分を企画したが、それらの企画を実現させる人材や財政を得られなかった。彼は11月に再び海外（とくにヨーロッパやソ連の教育組織）考察を計画し、蔣介石の支持を取り付けたが、実現しなかった。11月末、中国国民党は戴季陶を日本に派遣することを決議した。戴季陶は12月末、中山大学を発ち香港に向かう途中、発作的に珠江に身を投げようとしたため、同行の朱家驊などによって広州で静養させられた。翌1927年1月、広州を発ち武漢、廬山、上海を経て日本に向かい（下記）、3月末上海に帰国し、5月南京に移った。
戴季陶は1927年2月から3月にかけて、門司、別府、神戸、東京、箱根、大阪、長崎などを訪ね、外務次官出淵勝次、外務省条約局長佐分利貞男、亜細亜局長木村鋭市、情報部次長小村欣一や犬養毅、渋沢栄一など日本の政官財の重鎮や実務者、頭山満、吉野作造などの孫文旧知の民間人と会談し（一部の史料によると総理大臣若槻礼次郎、海軍大臣財部彪と会談したともされるが、確証を得ていない）、日本国民の中国革命への理解と、中日関係の再構築を求めた。
戴季陶が広州の第一中山大学（1927年2月中山大学から改称、実施されたのは同年7月頃）に戻ったのは7月末であった。彼は国立第一中山大学校長（国民政府は1927年6月、委員会制を校長制に改めて戴季陶を校長に任命）に復職し、学生や教職員に対し、大学に法律科（法科）専門部移民科と東方民族院を設置し、海外華僑学生の教育システムを確立する計画を発表した。その後、戴季陶の移民の精鋭分子の養成・派遣構想は、彼が国民政府考試院の設立（1930年1月）準備に忙殺され（1928年10月中国国民党は彼を考試院院長に選出、1930年1月就任）、また大学が財政難であったため、実現に至らなかった。しかし、彼はその後も、中国国民党中央党務学校の特別班設置、陝西省武功の西北農業専科学校の建設、新亜細亜学会の語学学校の建設計画（1932年11月）・辺疆文化陳列館の建設計画（1936年2月）に関与していった。
戴季陶は1927年4月、上海での反共クーデタ（中国国民党側から「清党」と呼ばれる）が勃発した時、クーデタを消極的に支持しながらも、このような事態に陥ったのは、何よりも中国国民党の「失敗の結果」であり、中国共産党に対する「消極的な仕打ちである清党は決してわれわれの活路ではない」 と述べている。彼は、マルクス主義の研究がマルクス主義を信奉する多くの者によって積み重ねられてきたことに対し、三民主義については同様の科学化と体系化が推進されず、中国国民党員の思想的方向性が定まらず、党員の団結が希薄化していることを慨嘆した。彼の言う中国国民党の「失敗」とは、まさにこのことであった。　
戴季陶は1928年2月に南京で中国国民党二期四中全会に出席し、実質上中央の党務と政務に復帰した（1930年1月に国民政府考試院院長に就任。同年9月に国立中山大学校長を辞任）。そして、彼は1932年2月、「三民主義を信奉して行動し、中国文化を発揚し、アジア民族を復興すること」を宗旨とし、「専門的に中国の辺疆問題と東方民族の問題を研究すること」を掲げる新亜細亜学会の会長に選出された。
戴季陶はチベット仏教文化を儒教文化、三民主義と結びつけ、仏教が（辺疆を含む）中国の国民精神を形成し、国民意志を団結させることを可能にすると考えた。彼は、チベット仏教文化は中国を統一する文化的力量を有していると認識し、中国の「領土と政権が今日あるのは、ツォンカパ大師の徳のおかげであることをゆめゆめ忘れてはいけない。思うに、雪山<崑崙山脈>から長白山までの数万里の間で、数百年の統一を作り上げた発端はここにある」、と述べている。戴季陶は、仏教の衆生済度の考えに体現された仁愛精神と三民主義の救国救民主義が共通している、と認識していた。1938年4月から9月にかけて、重慶の国民政府を代表してカンゼを訪問し、故パンチェン・ラマ9世を祭った。
1930年代における辺疆建設問題の浮上は、南京（のちに重慶）の中国国民党や国民政府に改めて国家建設の重要性を認識させる契機になった。挙国一致の国民動員が要請される中で、具体的、日常的に生起する民族問題や宗教問題に直面せざるを得なくなったのである。さらに柳条湖事件（1931年9月）以降になると、国民政府は抗日運動を遂行する上でも、具体的で詳細な辺疆政策を策定しなければならなくなった。戴季陶（1931年9月30日、中国国民党中央執行委員会政治会議特種外交委員会委員長に就任）は「今日救国を行う道は、断じて辺疆を遺棄してはならない」 と述べ、辺疆建設を救国と結びつけて捉えた。また、中国国民党、国民政府の政令を辺疆各地まで通達させ、辺疆建設を進展させるためには、党、政府の威信が必要であると認識し、党や政府の関係者は誠信、和平、仁愛、慈悲の精神を持たなければならないことを強調した。
戴季陶は辺疆への移民について、一部の精鋭分子に依拠して周囲の者に影響を与え指導する方式を一貫して主張した。彼は政府による教育・訓練の施さない移民は失敗すると認識し、堅忍、刻苦、有識な精鋭分子を養成して移民として派遣し、移住先で辺疆建設の指導を行うことを移民事業の根幹にしようと考えた。彼から見れば、移民の大勢は受動的な存在であり、移民の精鋭分子の育成はある程度強者の弱者に対する責任と義務なのであった。彼は青海、陝西、四川、広東などの教育機関に書籍を寄付し、それらの教育機関を資金補助するように各関係機関に対して訴えた。また、辺疆出身者の南京での入学を斡旋し、辺疆出身者の登用を促進させることを政策として取り上げた。戴季陶は辺疆建設の綱領として「辺疆人材を選抜することによって、辺疆人民の事業意欲を鼓舞すること」を挙げ、「辺疆人材の選抜について言うと、最も重要なことは、各部族の優秀分子を網羅するように、適当な仕事を賦与し、辺地人民の特長を発揮させ、彼らの事業意欲を引き出させ、自然に事業<辺疆建設>に努力させることである」と述べている。さらに、漢唐の制度に倣い辺疆出身の学生に漢族式の学名をつけたという逸話がある。彼は、辺疆への移民は辺疆の資源開発と防衛を充実させるだけでなく、国内諸民族を中国国民として統合する有効な手段でもあると考えていた。三民主義や仏教あるいはチベット仏教が、国内諸民族の国民統合にどれほど現実的有効性を持つものであったのかは疑問視される。例えば、彼がウイグル族のイスラーム信仰に対してどれほど配慮していたのかは不明である。しかし、日本の侵略により、政府機関や各種団体が内陸部へと後退、移転したために（1937年11月、国民政府が重慶に移転）、大後方の西北（内モンゴル、甘粛、青海、新疆）と西南（貴州、雲南、四川、チベット）の両地域の戦略的重要性がかつてなく高まった。そして、産業立地や戦時物資の供給、地下資源の確保の上から、辺疆の安定が重慶の国民政府の至上課題となり、また、大後方、すなわち西北、西南に在住する少数民族といかに団結し協力関係を築いていくのかが、辺疆建設の最大の課題となった。戴季陶の辺疆問題への取り組みはこうした緊迫した情勢と連関していた。
戴季陶は国民政府特使としてベルリンオリンピックに派遣され訪欧し（1936年5月～10月）、招宴に応じる以外は「一国の文化がどのようなものであるか」を知るために教会と歌劇場を参観した（彼はアメリカで生活したことのある国民政府主席林森からそのことを教わった）。彼は帰国後、「大小十余りの国を遊歴し、……各国の政教風俗については見るべきものが多かった。欧州諸国は祭や宴において礼楽が行きとどいて備わっており、プロテスタントと歌劇の礼楽がとくに盛んで美しい。私は、<礼楽の>形式は中国のものと同じではないが、礼楽の意味は、とくにわれわれに伝わる礼経の義と大きく違わないと思った。歌劇、話劇、雑劇および映画館、遊楽場には未成年者は入ることが決して許されていない。また家庭での宴会も同じである」、との感想を残した。
西安事件勃発（1936年12月）後、中国国民党内部で蔣介石救出をめぐる対立において、戴季陶は何応欽などと空爆を含む武力進攻を主張し、宋美齢から蔣介石を見殺しにして権力の座を狙っていると疑われた。事件解決後、戴季陶の立場は弱くなり、日本との和平交渉にも影響をもたらした。
戴季陶は1940年10月から12月にかけて、重慶の国民政府と中国国民党を代表し、ミャンマーを経由してインド各地を訪問し、タゴール、ガンディーと会談した。戴季陶はネルーも訪ねたが、ネルーは当時投獄されていたため会談し得なかった。戴季陶の中印連携論の根拠は、中印両国がアジアの文化大国であり、仏教国であることにあった。
戴季陶は1945年、抗日戦争が終わった知らせを聞いた時、「和気」、「忍耐」、「節省」を国民に訴える必要があると考えた、という。彼は下記のように、中国が人力と物力の不足により戦後復興が困難であることを憂慮していたからである。
「日本はすでに戦争に敗れ無条件降伏した。<中国は>国を固め、民を安んじ、世界と協和する活動にこれから着手しなくてはならない。その困難さは倭寇に抵抗する戦争の百千倍も困難である。思うに、戦争に勝つことは固より困難であるが、和平を保持することはさらに困難なのである」。
ここに言う「和平を保持することはさらに困難なのである」とは、戴季陶が戦後の東北（満洲）、内外モンゴル、新疆をめぐる中ソ関係、国共関係について決して楽観していなかったことを表している。また、中国国民党と中国共産党との内戦が激化しつつあった1948年1月には、
「最も自ら悲しむことは、民国の建国から一昨年（ママ）の大戦終了時までの約35年間において、最近の日本降伏という、実にわが国とって弱を転じて強となるような時の運が最も有利な日であり、全国一切の建設を整頓し、国際的な地位が与えられる百数十年来未曾有のよい巡り合わせを、まったくうまく利用できずに、甘んじて自暴自棄になってしまったことである」 
と慨嘆している。
戴季陶は1948年1月、中国は古来「礼楽を政教の本源とし、……ことごとく民生を重んじ」たが、「近年の中国では礼楽が滅びて久しいために、中国は衰えかつ乱れているのである」。さらに、現在（当時）の中国における人心の荒廃と宗教の衰退を危惧し、科学技術ばかりを崇拝する風潮を厳しく批判した。彼は、富強は覇道（軍国主義）でなく王道（民族主義）の中で実現し、礼が守られる。しかし、中国はいまだ内政を再建できず、富強を達成できず、貧しく弱い国家として王道と礼を守れず、覇道の国際社会から自立できないままに冷戦に巻き込まれるのではないか、と憂慮した。そして、戦後の日米ソはすでに科学や功利ばかりを重視する覇道の国家になってしまったと認識し、日本の戦後改革や日本国憲法の施行、および戦後の冷戦、米ソ対立に直接言及することはなかった。彼は戦後、国策を誤り敗戦した日本が、琉球、朝鮮、ロシア、中国などの「隣国との交際」にあたって、古来の教えである儒教に背き、「仁を忘れ」たために「自滅してしまった」、と慨嘆した。
戴季陶は1948年6月に考試院院長を辞任し、湯山に隠居した。中国共産党軍の南下により、蔣介石や蔣緯国は戴季陶に南京から台北に移るように勧めたが、戴季陶は成都の実家に戻ることを希望し、台北行きを拒否した。戴季陶は12月末、南京を発ち広州に移り成都行きを準備したが、翌1949年2月12日広州東山で没した。享年58。睡眠薬を大量に服用し（持病の神経痛のために睡眠薬を常用していた）、心臓が衰弱して停止したことが直接の死因であり、遺書は見つからなかったという。なお、中国文学研究者で、戴季陶の『日本論』を再評価した竹内好は、戴季陶の死を自殺だと考え、その原因を「中国共産党政権に追いつめられたというより、国民党の腐敗に対する絶望のためではないか」と推測している。

### 年表
- 1891年1月6日　四川省成都府漢州（民国期は広漢県）で生まれる。
- 1928年10月8日　中国国民党二期中執会173次常会は戴季陶を国民政府考試院院長に選出。1930年1月6日就任。
- 1948年6月24日　考試院院長を辞任。
- 1949年2月12日　広州市東山で没する。

### 文献上の名前の誤記例
検索する場合、以下の例も含めるとよい。
- 「戴」が「載（载）」に誤記されたもの：載季陶（载季陶）、載伝賢（載傳賢、载传贤）、載天仇（载天仇）など。
- 「季」が「李」に誤記されたもの：戴李陶。
- 「傳（伝、传）」が「溥」や「傅」に誤記されたもの：戴溥賢（戴溥贤）、戴傅賢（戴傅贤）。
- 上記が合わさったもの：載李陶（载李陶）、載溥賢（载溥贤）、載傅賢（载傅贤）。

## 対日観
戴季陶は「最近之日本政局及其対華政策」（1917-18年）、「張継何天炯戴伝賢告日本国民書」（1919年）、「我的日本観」（1919年）などでその日本への関心を示している。とりわけ、『日本論』（1928年4月）は、近代中国人が著した最も有名な対日観の一作品と見なされている。
戴季陶は『日本論』のなかで、イギリスのアジア政策、ソ連の中国政策、日本の山東出兵（1927年5月-6月）、中国政府の支配力欠如と中国国民の政治能力欠如が「東方の将来の世界大戦」を招来することを警戒し、中国の自強には統一した国民精神の形成が必要である、と論じた。そして、明治維新以来急速に軍国化していく日本の現状を分析し、日本民族の特性であった倫理性、武士道に現れた「尚武」精神が、1927年の訪日時には荒廃していたと嘆いた。さらに、中国国民は三民主義を信奉して国民精神を形成し、革命を成就させ自強に努め、日本の中国における勢力に抵抗することと、中国の国家は民族主義を発揮して日本のような軍国主義に向かうのを回避し、強国となった暁には東方道徳の王道の道統となることを展望した。
ただし、戴季陶は『日本論』執筆の以前も以後も、日本に関する評論を多数著している。よって、彼の対日観を『日本論』に集約させる考え方は不適当である。

## 「華僑は革命の母」
孫文が述べたと伝えられている「華僑は革命の母である（華僑爲（是）革命之（的）母）（华侨为（是）革命之（的）母）」の語は、孫文の著作、言行を記録した資料からは現在のところ見つかっていない。「華僑は革命の母である」の語が最初に用いられたのは、戴季陶が1927年3月30日に長崎の通天閣で行った講演（中国語を使ったとされる）である。（黄堅立「“華僑為革命之母”――賛誉之来歴与叙述」、久保純太郎「「華僑為革命之母」と戴季陶」）

## 著作・日記の単行本
1. 『天仇文集』上海：民権報発行部、1912年11月（→影印版：『宋漁父戴天仇文集合刻』上海：国光図書館、1921年7月）（→影印版：呉相湘主編『戴天仇文集』台北：文星書店、1962年6月）
2. 『協作社的效用』広州：中国国民党中央執行委員会宣伝部広州中国国民党週刊経理処、1924年1月初版、1926年2月第三版、1926年8月第四版、1927年4月第五版
3. 『孫文主義之哲学的基礎　附民生哲学系統表』上海：中国国民党中央執行委員会上海執行部、出版時間不詳（→別版：上海：民智書局、1925年7月初版）
4. 『孫文主義之哲学的基礎　附民生哲学系統表　校正増補第二版』上海：民智書局、1925年8月初版、1925年12月第二版、1927年1月第五版、1927年9月第六版（→別版：『三民主義之哲学的基礎』重慶：中央組織部党員訓練処秘書処文化駅站総管理処、1940年3月）（→日本語訳：中山志郎（山本秀夫）訳『孫文主義の哲学的基礎』東京：生活社、1939年）（→ドイツ語訳：Tai Tschi-tao（戴季陶）著、H.C.Tsian（詹顕哲）訳“Die Geistigen grundlagen des Sun Yat Senismus：mit einer Systemtabelle der Philosophie des volkslebens”、Berlin：Würfel Verlag、1931）（→「民生哲学系統表」のみの英語訳：Y.H.Wu（呉元海）訳“Synopsis of Sun Yatsen's ‘Three Principles of the People’”（“The Chinese Social and Political Science Review”12-1、Jan 1928））
5. 『国民革命与中国国民党（上編）』（上海：季陶辦事処、1925年）
6. 『中国独立運動的基点』上海：中国国民党中央執行委員会上海執行部、出版時間不詳（→別版：広州民智書局、1925年8月初版、1928年7月第二版）
7. 林霖ほか紀録、何思源整理『戴季陶先生最新講演集』第1編、広州：国立中山大学事務管理処出版部、1927年1月
8. 陸友白編『孫文全集・附集「孫文主義討論集」』上海：卿雲図書公司、1927年5月初版、1928年12月第二版
9. 『産業合作社之組織』広州：国立第一中山大学政治訓育部宣伝部、1927年8月第三版
10. 中央軍事政治学校政治部宣伝科編『戴季陶先生両個重要的演講』中央軍事政治学校政治部宣伝科、1927年8月
11. 徳国考茨基（カウツキー Kautsky）『資本論解説』戴季陶訳、胡漢民補訳、上海：民智書局、1927年10月（→転載：北京：九州出版社、2012年）
12. 陳以一編『戴季陶先生赴日講演録　一名東亜之東』出版者不詳、1928年2月第二版
13. 『青年之路』上海：民智書局、1928年2月初版、1928年8月第四版
14. 『日本論』上海：民智書局、1928年4月初版（→日本語訳：下畝生（下畝栄吉）訳（第328号、第329号)、和泉生訳（第330号-第349号）「戴天仇[氏][の]日本論」（北平『北京週報』第328号-第349号、1928年12月2日付-1929年5月19日付））（→日本語訳：藤島留学生（藤島健一）訳『戴天仇著日本論』東京：外務省文化事業部、1932年）（→日本語訳：藤島健一訳『日本論』東京：世界思潮社、1946年）（→日本語訳：安藤文郎訳『戴天仇・日本論』東京：章華社、1934年版、1935年版）（→日本語訳：安藤文郎訳『日本論』東京：八洲書房、1938年）（→日本語訳：森豊太訳『日本論』東京：官界情報社、1940年版、1941年版）（→日本語訳：編集部（竹内好）訳（第56号、第57号）、市川宏訳（第58号-第63号）「戴季陶[の]『日本論』」（東京『中国』第56号-第63号、1968年7月-1969年2月））（→日本語訳：市川宏訳『日本論』東京：社会思想社、1972年版、1983年版）
15. 『戴季陶講演集』上海：新生書局、1928年
16. 『戴季陶先生政治工作論文』政治訓練部印刷所〔印刷〕、1928年10月
17. 大東書局輯『党国要人戴季陶最近言論集』上中下編、上海：大東書局、1928年11月初版、1929年11月第二版
18. 張延灝編『党治訓育叢書』上海：大東書局、1929年1月
19. 時希聖編『戴季陶言行録』上海：広益書局、1929年6月初版、1932年3月第二版
20. 『戴季陶集』上下巻、上海：三民公司、1929年11月
21. 民智書局編『建設碎金』第1編-第2編、上海：民智書局、1930年8月第二版
22. 戴季陶ほか著、張振之編『西北』南京：新亜細亜学会出版科、1931年10月初版、1932年5月第二版、1933年6月第三版
23. 『関於西北農林教育之所見』南京：新亜細亜学会、1934年7月
24. 軍事新聞社編『当代党国名人講演集』第2集、軍事新聞社、1935年（→影印版：軍事新聞社編『当代党国名人講演集』台北：文海出版社・近代中国史料叢刊第82輯814、1972年9月影印）
25. 戴伝賢ほか撰『党国先進抗戦言論続集』重慶：独立出版社、1940年
26. 萱野長知『中華民国革命秘笈』東京：帝国地方行政学会、1940年7月
27. 戴季陶講演、王貽非選編『三民主義講演集』泰和：江西省三民主義文化運動委員会、1941年12月
28. 『学礼録』重慶：正中書局、1945年5月
29. 中国童子軍総会編『戴季陶先生与童子軍教育』台北：華国出版社、1952年2月
30. 陳天錫編『戴季陶先生文存』第1冊-第4冊、台北：中国国民党中央委員会、1959年3月（→原典：『孝園文稿』第1冊-第35冊、中国国民党中央委員会党史委員会所蔵）
31. 中国国民党中央党史史料編纂委員会編『革命先烈先進闡揚国父思想論文集』台北：中華民国各界紀念国父百年誕辰籌備委員会、1965年11月
32. 中国国民党中央党史史料編纂委員会編『革命先烈先進詩文選集』第4冊「戴伝賢選集」、台北：中華民国各界紀念国父百年誕辰籌備委員会、1965年11月
33. 戴季陶ほか『孫文主義論集』台北：文星書店、1965年11月
34. 陳天錫編『戴季陶先生文存続編』台北：中国国民党中央委員会党史史料編纂委員会、1967年5月
35. 陳天錫編『戴季陶先生文存再続編』上下冊、台北：台湾商務印書館、1968年5月
36. 陳天錫編『戴季陶先生文存三続編』台北：中国国民党中央委員会党史史料編纂委員会、1971年10月
37. 杜元載主編『戴季陶先生墨蹟』台北：中国国民党中央委員会党史史料編纂委員会、1972年3月
38. 釈東初編『戴季陶先生仏学論集』台北：中華仏教文化館、1972年8月
39. 『太虚大師曁戴季陶居士護国衛教言論選集』台北：福峰<中華仏教居士会?>、1979年
40. 広東革命歴史博物館編『黄埔軍校史料（1924-1927）』広州：広東人民出版社、1982年2月初版、1985年5月第二版、1994年5月第三版
41. 中国人民大学中共党史系中国近現代政治思想史教研室編『戴季陶主義資料選編』北京：中国人民大学中共党史系、1983年1月
42. 考試院考銓叢書指導委員会主編『戴季陶先生与考銓制度』台北：正中書局、1984年7月
43. 南京市档案館・中山陵園管理処編『中山陵档案史料選編』南京：江蘇古籍出版社、1986年9月
44. 朱匯森主編『戴伝賢与現代中国』新店：国史館、1989年1月
45. 唐文権・桑兵編『戴季陶集（1909-1920）』武漢：華中師範大学出版社、1990年7月
46. 桑兵・黄毅・唐文権編『戴季陶辛亥文集（1909-1913）』上下冊、香港中文大学出版社、1991年
47. 中国蔵学研究中心・中国第二歴史档案館編『九世班禅円寂致祭和十世班禅転世座床档案選編』北京：中国蔵学出版社、1991年1月
48. 中国蔵学研究中心・中国第二歴史档案館編『十三世達頼円寂致祭和十四世達頼転世座床档案選編』北京：中国蔵学出版社、1991年1月
49. 中国第二歴史档案館・中国蔵学研究中心編『九世班禅内地活動及返蔵受阻档案選編』北京：中国蔵学出版社、1992年8月
50. 上海市档案館編『旧上海的証券交易所』上海古籍出版社、1992年12月
51. 「戴伝賢奉命前往甘孜致祭班禅経過報告及康行日記」（中国第二歴史档案館・中国蔵学研究中心編『黄慕松呉忠信趙守鈺戴伝賢奉使辦理蔵事報告書』北京：中国蔵学出版社、1993年4月）
52. 謝彬／戴天仇ほか『民国政党史／政党与民初政治』北京：中華書局、2007年
53. 桑兵・朱鳳林編『中国近代思想家文庫　戴季陶巻』北京：中国人民大学出版社、2014年4月
54. 中国宋慶齢基金会研究中心編『宮崎滔天家蔵民国人物書札手迹』北京：華文出版社、2021年
55. 『玄洋社社史』芳名帳、私家版
56. 『戴季陶文存<戴季陶先生的文存?>』中国革命書店、出版時間不詳

## 戴季陶に関する評伝・研究（日本語以外は主要なもののみ）
1. 代英（惲代英）「読『孫文主義之哲学的基礎』」（『中国青年』第87期、1925年8月8日付）
2. 抽玉（蕭楚女）「国民革命与中国共産党」1925年8月10日（中央党史研究室《蕭楚女文存》編輯組・広東革命歴史博物館編『蕭楚女文存』北京：中共党史出版社、1998年7月）
3. 独秀（陳独秀）「給戴季陶的一封信」1925年8月30日（『嚮導』第129期-第130期、1925年9月11日付、18日付）
4. 秋白（瞿秋白）「中国国民革命与戴季陶主義」（嚮導週報社編『反戴季陶的国民革命観（一）』嚮導週報社、1925年9月）
5. 存統（施存統）「評戴季陶先生的中国革命観」（『中国青年』第91･92期合刊、1925年9月1日付）
6. 孫鏡亜『対於『孫文主義之哲学的基礎』之商榷』上海：三民公司、1926年6月第三版
7. 白川生（西本省三）「戴天仇の渡日」（上海『上海』第719号、1927年2月21日付）
8. 華山生（茅原華山）「戴天仇来」（東京『内観』第85号、1927年4月1日付）
9. 鈴木正吾「戴天仇氏に寄す」1927年3月17日（東京『内観』第86号、1927年5月1日付）
10. 赤松克麿「戴天仇の印象其他」（東京『経済往来』一周年記念倍大号、1927年）
11. 下畝生（下畝栄吉）「日本論・序」（北平『北京週報』第328号、1928年12月2日付）
12. Madame Sun Yat-sen、“Madame Sun Yat-sen Speaks”、August 10、1929（“China Tomorrow”、Vol.1 No.12、Beiping、October 20、1929）（→中国語訳：「与戴伝賢談話筆記」（天津『大公報』1929年12月12日付））（→日本語訳：「戴季陶を叱責する」仁木ふみ子訳（『宋慶齢選集』東京：ドメス出版、1979年））
13. 安藤文郎「訳者序」1934年2月（戴天仇『戴天仇・日本論』安藤文郎訳、東京：章華社、1934年版、1939年版）
14. 諸橋轍次「『戴天仇・日本論』を読む」（戴天仇『戴天仇・日本論』安藤文郎訳、東京：章華社、1934年版、1939年版）
15. 安藤文郎「再梓に序して」1938年6月10日（戴天仇『日本論』安藤文郎訳、東京：八洲書房、1938年）
16. 中山志郎（山本秀夫）「はしがき」（戴季陶『孫文主義の哲学的基礎』中山志郎訳、東京：生活社、1939年）
17. 森豊太「訳者序」1940年9月28日（戴季陶『日本論』森豊太訳、東京：官界情報社、1940年版、1941年版）
18. 藤島健一「解題」1946年1月（戴天仇『日本論』藤島健一訳、東京：世界思潮社、1946年）
19. 陳天錫『戴季陶先生編年伝記』台北：中華叢書委員会、1958年（→増訂版：『増訂戴季陶先生編年伝記』陳天錫出版、1967年5月）（→影印・増訂版：『戴季陶（伝賢）先生編年伝記』台北：文海出版社・近代中国史料叢刊続編第43輯421、1977年影印）
20. Bernal,Martin、“The Tzu-yu-tang and Tai Chi-t'ao：1912-1913”（“Modern Asian Studies”、Vol.1 No.2、April 1967）
21. 陳天錫『戴季陶先生的生平』台北：台湾商務印書館、1968年
22. <竹内好>「戴季陶の日本論・はじめに」（東京『中国』第56号、1968年7月）
23. 今村与志雄・小松茂夫・関寛治・竹内好・橋川文三・山口一郎「座談会　日本外交の岐路――戴季陶『日本論』をめぐって」（東京『中国』第62号、1969年1月）
24. 久米茂「わが勘、的中す――「日本論」を読んで」（東京『中国』第62号、1969年1月）
25. 「戴季陶の筆蹟」（東京『中国』第62号、1969年1月）
26. 中島及「高知での戴季陶」（東京『中国』第63号、1969年2月）
27. 葦津珍彦「戴季陶『日本論』を読んで――書いてないことの意味を」（東京『中国』第64号、1969年3月）
28. 市井三郎「戴季陶『日本論』を読んで――歴史と人生のパラドックス」（東京『中国』第64号、1969年3月）
29. 色川大吉「戴季陶『日本論』を読んで――民族再生の痛切な叫び」（東京『中国』第64号、1969年3月）
30. 松田道雄「戴季陶『日本論』を読んで――私たちの罪はふかい」（東京『中国』第64号、1969年3月）
31. 関戸嘉光「戴季陶『日本論』を読んで――私の答案」（東京『中国』第65号、1969年4月）
32. 村上一郎「戴季陶『日本論』を読んで――哀しいかな海上の三山」（東京『中国』第65号、1969年4月）
33. 竹内好「中国と日本の歴史――戴季陶の『日本論』」（東京『草の実』第143号、1969年4月）
34. 竹内好「わが痛憤の記――戴季陶の『日本論』と日中友好への道」（東京『潮』1969年4月号）（→転載：「戴季陶の『日本論』」（戴季陶『日本論』市川宏訳、東京：社会思想社、1972年版、1983年版））
35. 鄧文光「戴季陶与中国共産党」1969年6月15日（鄧文光『現代史攷信録――研究現代史的甘苦（初稿）』香港：東風出版社、1974年）
36. 中島及「戴季陶のこと二つ」（東京『中国』第67号、1969年6月）
37. Saywell,William C.、“The Thought of Tai Chi-t'ao：1912-1928”、Ph.D.Dissertation、Toronto、1969
38. 北河征四郎「中国国民党「新右派」理論形成の前提――戴季陶を中心に（五・四時期～一全大会）」（刈谷、愛知教育大学『歴史研究』第17号、1970年3月）
39. Saywell,William C.、“Modernization without Modernity：Tai Chi-t'ao、a Conservative Nationalist”（“Journal of Asian and African Studies”、Vol.5 No.4、October 1970）
40. “Tai Chi-t'ao（戴季陶）”（Boorman,Howard L.（ed.）、“Biographical Dictionary of Republican China”、Vol.3、Columbia University Press、1970）（→中国語訳：「戴季陶」沈自敏訳（中国社会科学院近代史研究所中華民国史研究室編『中華民国史資料叢稿・訳稿・民国名人伝記辞典』第10分冊、北京：中華書局、1981年））
41. Mast,Herman Ⅲ、“An Intellectual Biography of Tai Chi-t'ao from 1891 to 1928”、Ph.D.Dissertation、Illinois、1970
42. Mast,Herman Ⅲ、“Tai Chi-t'ao、Sunism and Marxism During the May Fourth Movement in Shanghai”（“Modern Asian Studies”、Vol.5 No.3、July 1971）（→中国語訳：馬時梓「五四運動前後之戴季陶与中山主義及馬克斯主義（1918-1920）」（中華民国史料研究中心編『中国現代史専題研究報告』第1輯、台北：中華民国史料研究中心、1971年））
43. 森昌明「中国民族独立を祈願する警世の書――『日本論』」（東京『潮』第154号、1972年6月）
44. 萩原延寿「中国人のなかの明治維新――戴季陶『日本論』」（東京『文藝春秋』第50巻第11号、1972年9月）（→転載：萩原延寿『書書周游』東京：文藝春秋社、1973年9月）（→別版：東京：朝日新聞社、1981年8月）
45. Mast,Herman Ⅲ and Saywell,William C.、“The Culturalism of Political Despair：Tai Chi-t'aoism and Chiang Kai-shek”（“Asia Quarterly：A Journal from Europe“、No.3、1972）
46. 小杉修二「戴季陶主義の一考察――蒋介石政権成立の思想的前提」（東京『歴史評論』第279号、1973年8月）
47. Mast,Herman Ⅲ and Saywell,William C.、“Revolution Out of Tradition：The Political Ideology of Tai Chi-t'ao”（“Journal of Asian Studies”、Vol.34 No.1、November 1974）（→中国語訳：「由伝統中崛生之革命――戴季陶的政治理念」呉徳発訳、呉心健校訂（李国祁等編『近代中国思想人物論　民族主義』台北：時報文化出版、1980年））
48. 森永優子「近代中国の対日観――戴季陶の『日本論』と戴季陶主義に関する一考察」（東京、早稲田大学『史観』第93冊、1976年3月）
49. 陳舜臣「揺れうごいた熱狂家・戴天仇」（陳舜臣『中国近代史ノート』東京：朝日新聞社、1976年）
50. 李雲漢「戴季陶」（王寿南総編輯『中国歴代思想家』第10冊、台北：台湾商務印書館、1978年初版、1979年第二版、1983年版）（→更新版：中華文化復興運動総会・王寿南主編『中国歴代思想家』23（陳大齊・太虚・戴季陶）、台北：台湾商務印書館、1999年）
51. 王更生『孝園尊者――戴伝賢伝』台北：近代中国出版社、1978年
52. 朱伝誉主編『戴季陶伝記資料』1-7、台北：天一出版社、1979年11月-1985年
53. 岡田英弘「中国人はなぜ日本に無関心なのか――戴季陶の『日本論』」（東京『中央公論』第1117号、1980年3月）
54. 黄福慶「論中国人的日本観――以戴季陶的「日本論」為中心」（台北『中央研究院近代史研究所集刊』第9期、1980年7月）
55. 蔣君章「戴季陶先生的生平与著述」上中下（台北『伝記文学』第39巻第1期-第3期、1981年7月-9月）
56. 鄭則民「戴季陶」（中国社会科学院近代史研究所中華民国史研究室・上海社会科学院経済研究所経済史研究室編『中華民国史資料叢稿・人物伝記』第11輯、北京：中華書局、1981年10月）（→転載：朱信泉・厳如平主編『民国人物伝』第4巻、北京：中華書局、1984年）
57. 王宗文「書評：戴季陶著「孫文主義之哲学的基礎」」（台北『国立台湾大学中山学術論叢』第3期、1982年12月）
58. 魏偉琦『智仁勇的典範――戴伝賢的故事』台北：中国国民党中央委員会党史委員会、1983年
59. 蔣永敬「孝園尊者――戴伝賢」（台北『近代中国』第40期、1984年4月）（→転載：「戴伝賢」（秦孝儀主編『中華民国名人伝』台北：近代中国出版社、1984年））
60. 陸宝千「戴伝賢先生評論――由事功思想衡定戴伝賢的歴史地位」（中華民国歴史与文化討論集編輯委員会編『中華民国歴史与文化討論集』第3冊・文化思想史組、台北：中華民国歴史与文化討論集編輯委員会、1984年）
61. 築島謙三「戴天仇『日本論』」（築島謙三『「日本人論」の中の日本人』東京：大日本図書、1984年）（→別版：東京：講談社、2000年）
62. 湯本国穂「五四運動状況における戴季陶――「時代」の方向と中国の進む道」（『千葉大学教養部研究報告』B-19、1986年11月）
63. 望月敏弘「五・四時期における戴季陶の政治主張に関する一考察」（小平『嘉悦女子短期大学研究論集』第29巻第2号、1986年12月）
64. 許介鱗「解説」1987年4月8日（劉滌昭主編『日本論』台北：故郷出版社、1987年）
65. 湯本国穂「五四運動状況と戴季陶の思想」（東京『現代中国』第61号、1987年6月）
66. 佐々木英昭「戴季陶『日本論』」（佐伯彰一・芳賀徹編『外国人による日本論の名著』東京：中央公論社、1987年）
67. 白永瑞「戴季陶의国民革命論의構造的分析」（閔斗基編『中国国民革命指導者의思想과行動』서울：知識産業社、1988年）（→日本語訳：「戴季陶の国民革命論の構造的分析」青柳純一訳（神戸『孫文研究』第11号-第12号、1990年5月、12月））
68. 蔣緯国「戴伝賢先生――我的親伯」（台北『近代中国』第68期、1988年12月）
69. 胡有瑞編「「戴伝賢先生百年誕辰」口述歴史座談会紀実」（台北『近代中国』第68期、1988年12月）（→転載：高純淑編『百年憶述――先進先賢百年誕辰口述歴史合輯』第5冊、台北：近代中国出版社、1999年）
70. 范小方・包東波・李娟麗『国民党理論家戴季陶』鄭州：河南人民出版社、1992年初版、1996年第二版（→別版：『戴季陶伝』北京：団結出版社、2007年）（→別版：『蔣介石的国策顧問戴季陶』北京：団結出版社、2011年）（→別版：『戴季陶一生：国民党的理論家：中国馬克思主義最早的研究者之一』北京：団結出版社、2021年）
71. 桑兵・黄毅「《戴季陶文集》与戴季陶研究」（桑兵『孫中山的活動与思想』広州：中山大学出版社、2001年）（→日本語訳：「戴季陶文集の編集状況について」田中比呂志訳（東京『近きに在りて』第22号、1992年11月））
72. 安井三吉「孫文の講演「大アジア主義」と戴天仇」（日本孫文研究会編『孫文とアジア』東京：汲古書院、1993年）（→中国語訳：「孫中山《大亜洲主義》（演講）与戴天仇」（広東省孫中山研究会編『“孫中山与亜洲”国際学術討論会論文集』広州：中山大学出版社、1994年））
73. 段雲章・沈暁敏「宋慶齢和戴季陶――以孫中山革命事業為軸心的左右分趨」（広州『中山大学学報（社会科学版）』1993年第3期）（→転載：宋慶齢基金会編『宋慶齢学術研討会論文集』北京：中国和平出版社、1994年）（→転載：「以孫中山革命事業為中心的左右分趨――宋慶齢与戴季陶」（中華人民共和国名誉主席宋慶齢陵園編『宋慶齢与中国名人』上海人民出版社、1999年））（→転載：「以孫中山革命事業為中心的左右分趨――宋慶齢与戴季陶」（段雲章『孫中山対国内情勢的審視』広州：中山大学出版社、2001年））
74. 髙綱博文「戴季陶の「共和思想」」（松村潤先生古稀記念論文集編纂委員会編『清代史論叢』東京：汲古書院、1994年）
75. 深町英夫「中国人の民族意識と日本――戴季陶の『日本論』」（東京外国語大学『歴史と未来』第20号、1994年）
76. 関口勝「五四期における戴季陶の思想について」（武蔵野『亜細亜大学教養部紀要』第50号、1994年11月）（→中国語訳：「戴季陶与《星期評論》雑誌」（台北『近代中国』第128期、1998年12月））
77. 佐々木英昭「戴季陶『日本論』――日本的美徳への畏敬と失望」（東京『国文学　解釈と観賞』第768号、1995年5月）
78. 関口勝「戴季陶の思想転換の動機とその時代背景について」（武蔵野『亜細亜大学教養部紀要』第51号、1995年6月）
79. 関口勝「戴季陶の「孫文主義」解釈を繞って」（武蔵野『亜細亜大学教養部紀要』第52号、1995年11月）
80. 関口勝「戴季陶と中山大学についての一考察」（武蔵野『亜細亜大学教養部紀要』第53号、1996年6月）（→中国語訳：「戴季陶先生主持中山大学之前後」（台北『近代中国』第116期、1996年12月））
81. 関口勝「戴季陶逸事」（武蔵野『亜細亜大学教養部紀要』第56号、1997年11月）
82. 湯本国穂「戴季陶」（佐藤慎一編『近代中国の思索者たち』東京：大修館書店、1998年12月）
83. 兪慰剛「中国人の武士道論――戴季陶の『日本論』を中心にして」（『埼玉大学紀要（教養学部）』第34巻第2号、1998年）
84. 兪慰剛「抗日戦争期における戴季陶の日本観について」（東京『東瀛求索』第10号、1999年3月）
85. 望月敏弘「戴季陶の初期日本認識について――辛亥革命前後から日本亡命時期を中心に」（小島朋之ほか編『歴史の中の中国政治――近代と現代』東京：勁草書房、1999年7月）
86. 劉迪「戴季陶の連邦主義思想について」（東京、早稲田大学大学院『法研論集』第94号、2000年6月）
87. Samarani,Guido、“The Making of Dai Jitao’s Thought：The Japanese Years”、Paper prepared for the International Conference “Reinterpreting Twentieth Century China:New Perspectives”、Hong Kong、June 7-9、2001
88. 兪慰剛「関於戴季陶日本観的変化――従《我的日本観》到《日本論》的再考察」（古厩忠夫教授還暦紀念論文集編輯委員会編『中日関係多維透視』香港社会科学出版社、2002年）
89. 余方徳『風流政客戴季陶』上海人民出版社、2003年
90. 関口勝「戴季陶について――魯迅と中山大学」（『アジアの文化、特に思想・宗教・言語の多様性の研究』武蔵野：亜細亜大学アジア研究所、2003年）
91. 蘇徳昌「中国人の日本観――戴季陶」（『奈良大学紀要』第31号、2003年3月）
92. 劉利民「近20年来戴季陶研究綜述」（蘭州『甘粛社会科学』2003年第4期）
93. 嵯峨隆『戴季陶の対日観と中国革命』東京：東方書店、2003年
94. 黎潔華・虞葦『戴季陶伝』広州：広東人民出版社、2003年
95. 趙英蘭「五四前後戴季陶的対日外交観」（趙英蘭主編『派系与外交――民国時期対日外交思想研究』長春：吉林大学出版社、2005年）
96. 久保純太郎「戴季陶における「中国革命」とその思想――中国・日本・アジアをめぐって」神戸大学大学院博士論文、2005年
97. 董世奎「戴季陶政治思想の研究――日本との関わりを通して」名古屋大学大学院博士論文、2006年
98. 兪慰剛『戴季陶『日本論』の研究』静岡：KBC国際問題研究出版部、2008年
99. 劉利民『戴季陶早年思想研究』北京：中国社会科学出版社、2010年
100. 張玉萍『戴季陶と近代日本』東京：法政大学出版局、2011年（→中国語訳：『戴季陶与日本』北京大学出版社、2014年）
101. 楊鑫潔「戴季陶与中山大学」（『文史精華』2011年第9期）（→呉承学主編『中山大学与現代中国学術』北京：商務印書館、2014年）
102. Gregory Adam Scott、“The Buddhist Nationalism of Dai Jitao 戴季陶”（The University of California,Berkeley、“Journal of Chinese Religions”、No.39、2011）
103. 滕峰麗『民国時期的三民主義――戴季陶思想研究（1909-1928）』鄭州：河南大学出版社、2012年
104. 李兆忠「導読」（戴季陶『日本論（未刪節本）――在「反日」与「哈日」之間的経典論述』香港中和出版、2012年）
105. 『中国人の日本観』編集委員会編『中国人の日本観　第2巻　二十一か条要求から日本敗戦まで』東京：社会評論社、2012年
106. 張玉萍「戴季陶の日本論（1928年）――戴季陶『日本論』（1928年）」（歴史学研究会編『世界史史料12――21世紀の世界へ 日本と世界』東京：岩波書店、2013年）
107. 久保純太郎「「華僑為革命之母」と戴季陶」（『神戸華僑歴史博物館通信』No.21、2013年11月）（→中国語訳：「「華僑為革命之母」源自戴季陶」蔣海波訳（台北『僑協雑誌』第145期、2014年3月））
108. <桑兵>「導言」（桑兵・朱鳳林編『中国近代思想家文庫　戴季陶巻』北京：中国人民大学出版社、2014年4月）
109. 久保純太郎「戴季陶『孫文主義之哲学的基礎』の初版と第二版の異同に関する一考察」（神戸『孫文研究』第54号、2014年6月）
110. 毛利霞『黄埔名師戴季陶』北京：東方出版社、2014年
111. 劉文麗『激変時代的選択――戴季陶政治思想研究』北京：首都師範大学出版社、2015年
112. 朱虹「戴季陶における国民精神論の創出――「内なる近代化」への思想的道程」同志社大学大学院博士論文、2015年
113. 孫宜学「以仏報国空亦真――戴季陶与泰戈爾」（孫宜学『泰戈爾与中国現代知識分子』上海三聯書店、2015年）
114. 張競、村田雄二郎編『日中の120年文芸・評論作品選1　共和の夢　膨張の野望　1894-1924』東京：岩波書店、2016年
115. 高萍萍・顧武英『孫中山与戴季陶』南京大学出版社、2020年
116. 「戴季陶」（重松伸司 他『アジア人物史第11巻 世界戦争の惨禍を越えて』東京：集英社、2023年）
117. 末木文美士『日本の近代思想を読みなおす2　日本』東京大学出版会、2024年